# Coppenbrügge
Coppenbrügge település Németországban, azon belül Alsó-Szászország tartományban. Lakosainak száma 7088 fő (2023. december 31.). Coppenbrügge Emmerthal és Bad Münder am Deister községekkel határos.

## Népesség
A település népességének változása:
| Lakosok száma | 7094 | 6998 | 6994 | 7023 | 7142 | 7088 |
|               | 2016 | 2017 | 2019 | 2021 | 2022 | 2023 |